# Pactul de la Támara

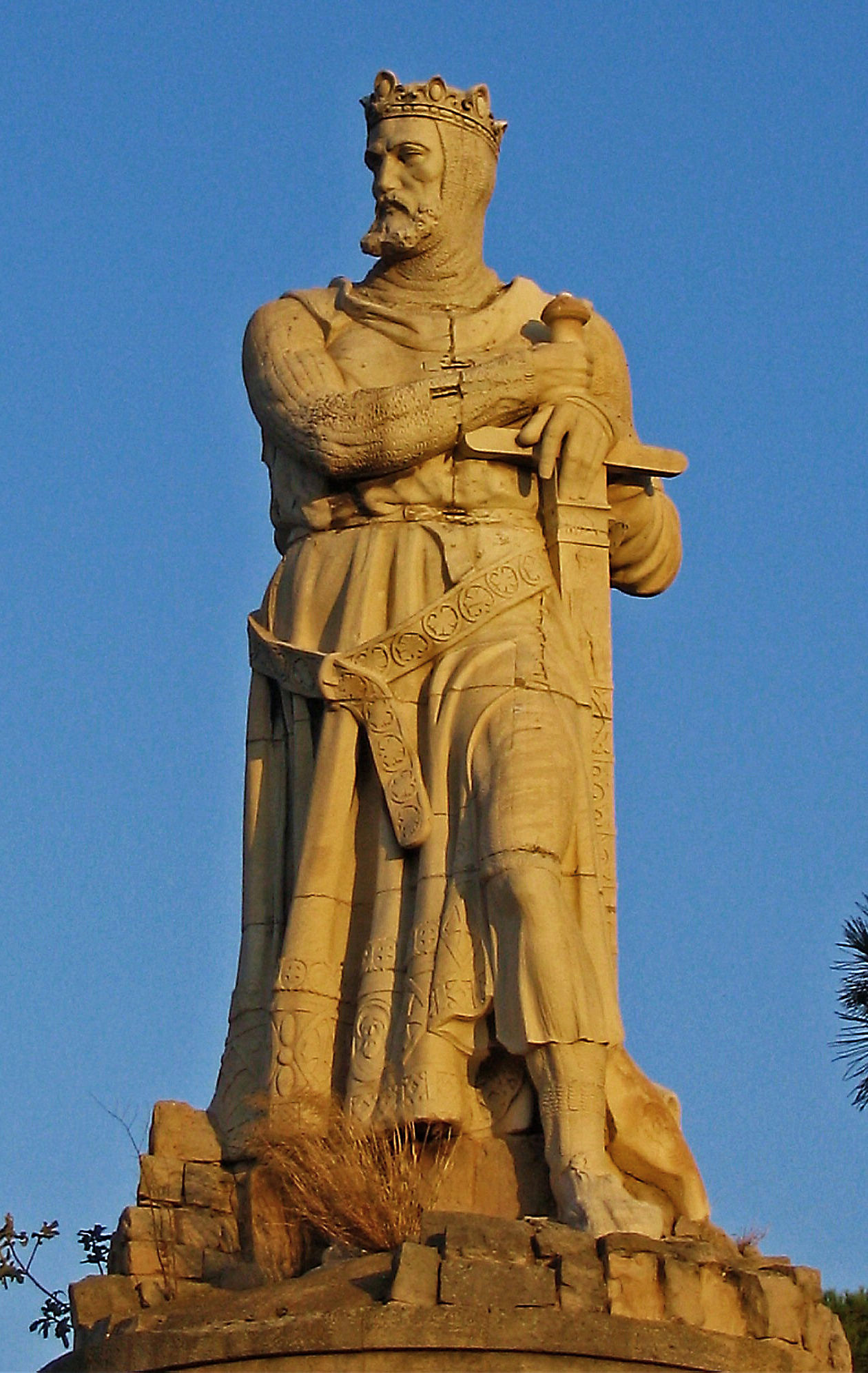
Statuia lui Alfonso I de Aragon

Pactul de la Támara sau Acordul de la Támara a fost un tratat de pace semnat la Támara de Campos în 1127 ce hotâra noile posesiuni ale lui Alfonso I de Aragon și Alfonso al VII-lea de Castilia.
După ce Alfonso al VII-lea a luat castelul de Burgos, în aprilie 1127, Alfonso I s-a întâlnit cu omologul său, în valea de Támara, în cazul în care au negociat revenirea Castiliei la granițele din 1054, după bătălia de la Atapuerca și de a redobândi terenurile obținute în 1076, după uciderea lui Sancho de Peñalén. În pact, Alfonso I a fost recunoscut ca suveran de Vizcaya, Álava, Guipúzcoa, Belorado, Bureba La, Soria, San Esteban de Gormaz și La Rioja. În plus, Alfonso I a renunțat la titlul de împărat.